# Pitaval
Ein Pitaval ist eine Sammlung von historischen Strafrechtsfällen. Der Name leitet sich ab von dem französischen Juristen und Autor François Gayot de Pitaval (1673–1743), der zwischen 1734 und 1743 eine zwanzigbändige Sammlung von causes célèbres et intéressantes zusammenstellte. Derartige Fallsammlungen dienten zunächst sowohl als juristische Fachlektüre als auch als allgemeine Publikumslektüre. Später zielten sie vor allem auf den Publikumsgeschmack ab.
Bekannt ist die von Friedrich Schiller 1792–95 in Jena herausgegebene vierbändige Auswahl der von Pitaval zusammengestellten Fälle auf Basis einer gestrafften Bearbeitung des Juristen François Richer 1773/74. Für Schiller diente die Darstellung des Bösen einem aufklärerischen Zweck: der Besserung der Menschheit; er zeigte sich aber vor allem an der Psychologie des Verbrechers interessiert, die die Gerichte der absolutistischen Staaten kaum interessierte.
Die Blütezeit dieser Literaturform war das 19. und der Beginn des 20. Jahrhunderts. In dieser Zeit gehörten sogenannte Pitavalgeschichten in jede Bibliothek. Nach 1945 kam es zwar noch zu Veröffentlichungen derartiger Sammlungen, die frühere Bedeutung konnte jedoch nicht mehr erreicht werden. Stattdessen wurde die Funktion dieser Sammlungen durch Fernsehdokumentationen von mehr oder weniger authentischen Kriminalfällen übernommen.
Bekannte derartige Sammlungen von Kriminalfällen sind neben dem Werk von François Gayot de Pitaval etwa Paul Johann Anselm von Feuerbachs Merkwürdige Rechtsfälle (1808–1811), Der neue Pitaval von Julius Eduard Hitzig und Willibald Alexis (1842–1890), Egon Erwin Kischs Prager Pitaval (1931), Herrmann Mostars und Robert Adolf Stemmles Der neue Pitaval (1963 ff.), Maximilian Jactas Ende der 1960er / Anfang der 1970er-Jahre erschienenes mehrbändiges Werk Berühmte Strafprozesse und der von Curt Riess herausgegebene Band Prozesse, die unsere Welt bewegten. Das Fernsehen der DDR lehnte sich mit den von Friedrich Karl Kaul entwickelten Fernsehpitavalen an die Tradition dieses Genres an. Auch Werke von Ferdinand von Schirach sind dieser Literaturgattung zuzuordnen.

## Verwandte Genres
Ähnliche Annäherungen in neuerer Zeit sind das journalistische Genre der Gerichtsreportage oder die sozial- und rechtswissenschaftliche Beschreibung von Kriminalität und von Kriminalfällen in der Rechtssoziologie bzw. in der Kriminologie. Belletristische Arbeiten an der Schnittfläche von Rechtswissenschaft und Literatur werden unter dem Begriff Recht und Literatur (englisch law and literature oder law as literature) zusammengefasst. Zwischen Literatur und Reportage steht das Genre True Crime.